# Movers & Shakers
Movers & Shakers (br.: Promessa é dívida) é um filme estadunidense de 1985 do gênero "Comédia" dirigido por William Ashner e distribuído pela MGM. Steve Martin faz uma participação como um galã de Hollywood "setentão" que vive numa mansão com uma mulher autoritária e bem mais jovem (Penny Marshall).

## Elenco
- Walter Matthau...Joe Mulholland
- Charles Grodin...Herb Derman
- Vincent Gardenia...Saul Gritz
- Tyne Daly...Nancy Derman
- Bill Macy...Sid Spokane
- Gilda Radner...Livia Machado
- Earl Boen...Marshall
- Michael Lerner...Arnie
- Steve Martin...Fabio Longio (participação)
- Penny Marshall...Reva (participação)

## Sinopse
O produtor-chefe de um grande estúdio de cinema em Hollywood,Joe Mulholland, faz uma promessa ao seu amigo e mentor moribundo Saul Gritz. Saul produzira grandes filmes no passado mas desde que causara um prejuízo enorme ao estúdio ao tentar realizar uma produção sobre dinossauros, ficara deprimido e não conseguira mais ser respeitado pelos investidores. Quando se encontra com Joe, Saul lhe fala sobre um manual de sexo que vendera 4 milhões de cópias chamado "Amor no Sexo". E faz com que Joe lhe prometa adquirir o título (e não o conteúdo) e produzir um filme com isso pois acredita que as pessoas compraram o livro por essa razão. Joe acha que o filme será um fracasso como o dos dinossauros, mas tenta produzi-lo para cumprir sua promessa ao amigo que acabara de falecer. Ele busca os melhores profissionais mas não quer que o filme seja pornográfico ou similar. O roteirista Herb Derman lhe dá a ideia de contar uma história romântica que fosse um "tributo ao amor". Mas ele e todas as demais pessoas contratadas ou consultadas para desenvolverem o filme nessa linha "romântica" não o conseguem, pois estão a enfrentarem crises em seus relacionamentos, repletos de depressão, infidelidade e brigas, apesar de não admitirem.